# Aspire Tower
 (octobre 2021).
Pour l’article homonyme, voir Aspire.
L'Aspire Tower est un gratte-ciel de 300 mètres situé au Qatar dans l'Aspire Zone.
Les architectes sont l'agence Hadi Seenan et l'agence française AREP.

## Situation géographique
S’élevant à 300 mètres de hauteur, cette tour est le plus haut bâtiment de la ville et domine la région. Le design de la tour avec sa forme parabolique donne l’image d’un flambeau.